# Graphania arachnias
Graphania arachnias är en fjärilsart som beskrevs av Edward Meyrick 1887. Graphania arachnias ingår i släktet Graphania och familjen nattflyn. Inga underarter finns listade i Catalogue of Life.